# Pollenia primaeva
Pollenia primaeva är en tvåvingeart som beskrevs av Dear 1986. Pollenia primaeva ingår i släktet vindsflugor, och familjen spyflugor. Inga underarter finns listade i Catalogue of Life.